# Cissus paucinervia
Cissus paucinervia är en vinväxtart som beskrevs av J. A. Lombardi. Cissus paucinervia ingår i släktet Cissus och familjen vinväxter. Inga underarter finns listade i Catalogue of Life.